# 马庄乡 (邯郸市)
马庄乡，是中华人民共和国河北省邯郸市邯山区下辖的一个乡镇级行政单位。

## 行政区划
马庄乡下辖以下地区：
贺庄社区、干河沟社区、三堤社区、东街社区、罗城头社区、马庄社区、西南街社区、北街社区、西街社区、小北堡社区和南河边村。